# 王雁南
王雁南（1954年—），原名赵亮，河南滑县人，中国国务院总理赵紫阳之女。前中国嘉德国际拍卖有限公司董事长。

## 生平
1954年出生于广州，原名赵亮，后随夫姓改名为王雁南。1977年畢業于廣州外語學院英語系，1977年至1981年，在國防部外事局做英文翻譯，1981年，赴美國楊百翰大學夏威夷分校就讀酒店管理，1983年學成回國，在北京長城飯店工作9年之久，被提升为副总经理。1993年，与陈东升合伙成立中国嘉德国际拍卖有限公司。
丈夫王志华。